# Німецька діаспора
Німецька діаспора (нім. Deutschstämmige) складається з німців та їхніх нащадків, які проживають за межами Німеччини. Цей термін використовується, зокрема, для позначення аспектів міграції німецькомовних людей із Центральної Європи до різних країн світу. Це визначення описує «німецький» термін як соціолінгвістичну групу на відміну від національної, оскільки групи емігрантів походили з різних регіонів з різними культурними практиками та різними варіантами німецької мови. Наприклад, ельзасців і гессеїв часто називали просто «німцями», коли вони вступили на свою нову батьківщину.

## Термінологія
Фольксдойче («етнічні німці») — це історичний термін, який виник на початку 20 століття і використовувався нацистами для опису етнічних німців без німецького громадянства, які проживали за межами нацистської Німеччини, хоча багато з них були в інших регіонах протягом століть. Під час Другої світової війни Гітлер заборонив використовувати цей термін, оскільки він використовувався в принизливій формі проти багатьох етнічних німців у СС. Його використовують багато істориків, які свідомо чи невинно не знають про його нацистську історію.
Німці за кордоном (присл. auslandsdeutsch) — це громадяни Німеччини, незалежно від етнічної приналежності, які проживають за кордоном, або, навпаки, етнічних німців, які приїжджають до Німеччини з-за кордону. Сьогодні це означає громадянин Німеччини, який проживає більш-менш постійно в іншій країні (включаючи експатріантів, таких як викладачі з довгостроковим академічним обміном тощо), яким дозволено голосувати на виборах до Республіки, але які зазвичай не сплачують податків Німеччини, але в державах, де вони проживають. У більш вільному, але все ще актуальному значенні та в загальному дискурсі це слово часто вживається замість ідеологічно заплямованого терміну фольксдойче, позначаючи осіб, які живуть за кордоном без німецького громадянства, але визначають себе як німців (культурно чи етнічно).

## Розподіл

Карта німецької діаспори за населенням

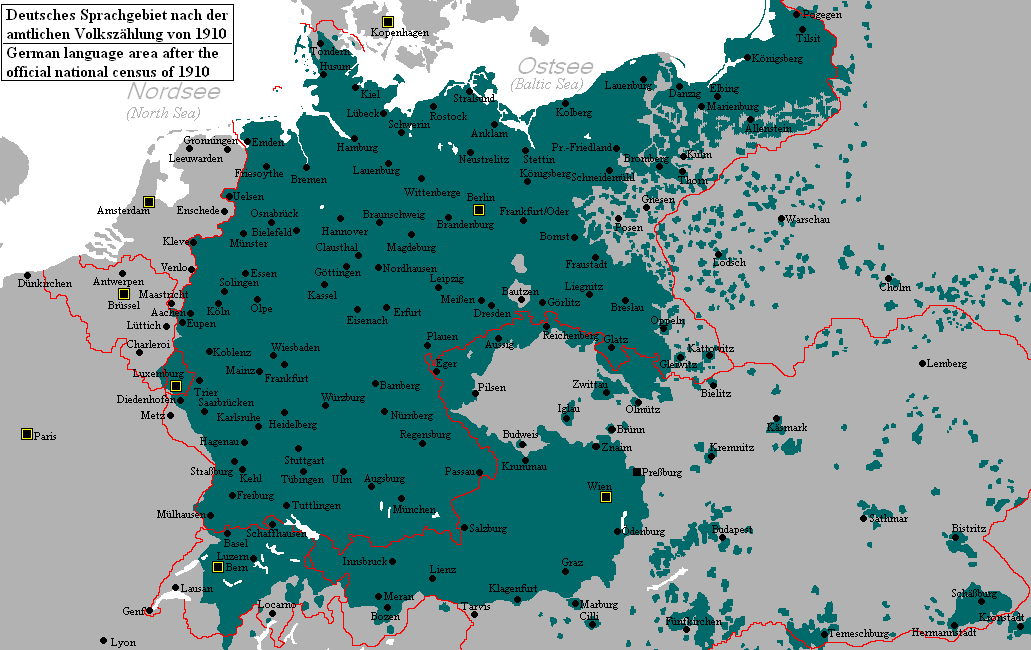
Німецький мовний простір у 1910—1911 рр., кордони держав позначено червоним кольором. Пангерманські націоналісти хотіли об'єднати більшу частину зелених зон в одну німецьку національну державу.

Етнічні німці є меншиною в багатьох країнах. У наступних розділах коротко описується історичний і сучасний розподіл етнічних німців за регіонами, але загалом виключаються сучасні емігранти, які живуть у Сполучених Штатах, Скандинавії та великих містах світу.
Згідно з переписом населення Сполучених Штатів 1990 року, 57 мільйонів людей повністю або частково мають німецьке походження, утворюючи найбільшу етнічну групу в країні. Згідно з переписом предків Сполучених Штатів 2009 року, у США проживало 50 764 352 особи німецького походження. Люди німецького походження утворюють важливу меншину в кількох країнах, включаючи Канаду (приблизно 10 % населення), Аргентину (приблизно 8 % населення), Бразилію (приблизно 3 % населення), Австралія (приблизно 4,5 % населення), Чилі (приблизно 3 % населення, Намібія та Центральна та Східна Європа — (Польща, Угорщина, Румунія та Росія).

Розподіл громадян Німеччини та людей, які заявляють про німецьке походження (цифри є лише приблизними, і фактична чисельність може бути вищою через неправильно сформульовані запитання під час переписів у різних країнах (наприклад, у Польщі) та інші різні фактори, наприклад щодо учасників перепису)

#### Альпійські народи
1. ↑  In 1980, Americans self-identifying as being of German ancestry formed the second-largest group on the US Census. With the introduction of the «American» ethnic category in 1990, millions of Americans ceased identifying as being of English ancestry, instead opting to identify only as «American» (or ignoring the ancestry question altogether); Americans of English descent were historically always the plurality. English ancestry is the most widespread in the United States, though no longer the most popular choice for self-identification.

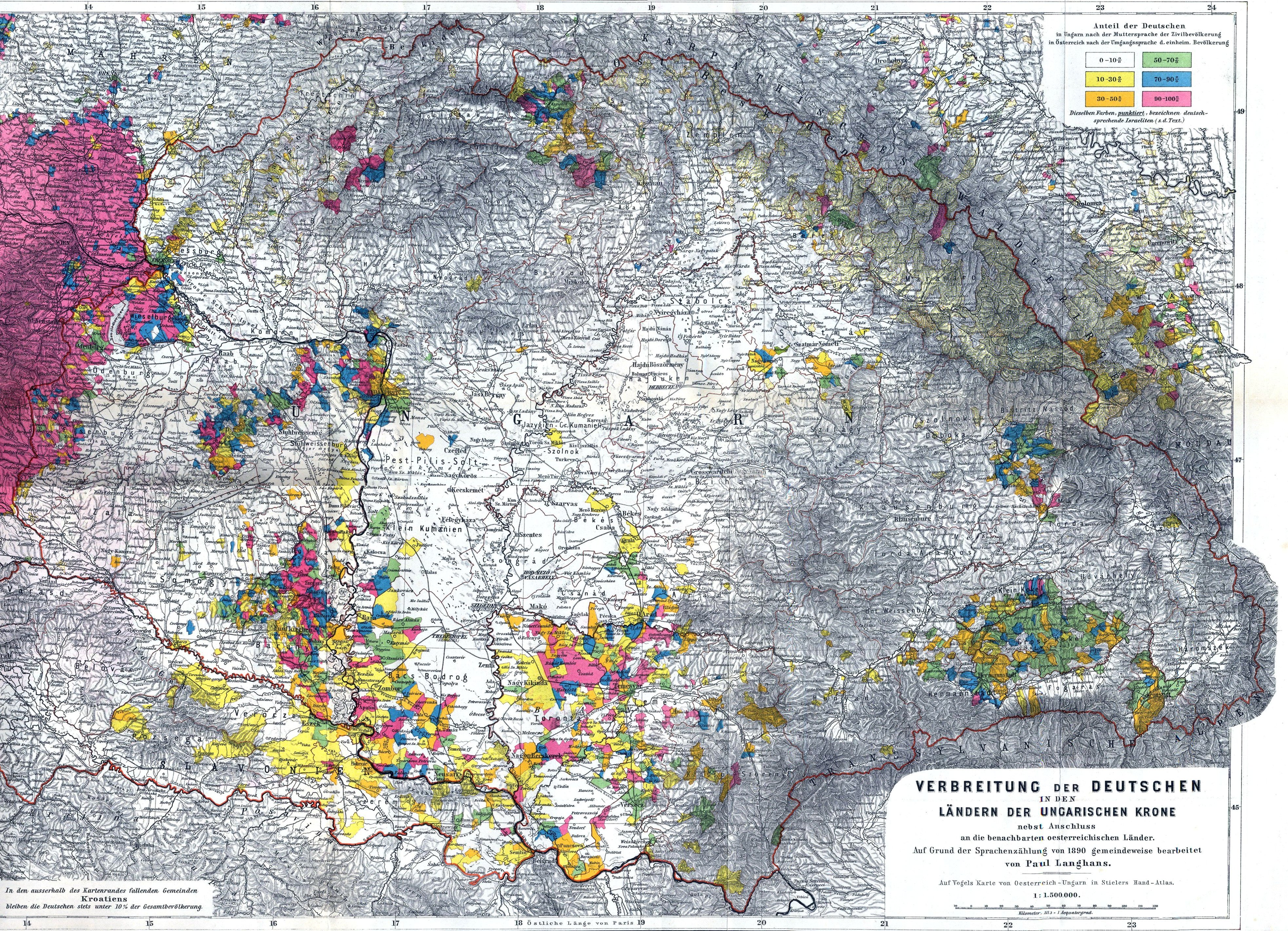
Етнічні німці в Угорщині та частинах суміжних австрійських територій, перепис 1890 р.

Австрія, Швейцарія та Ліхтенштейн мають німецькомовну більшість, хоча переважна більшість населення більше не ідентифікує себе, як німців. Австрійці історично вважалися німцями аж до поразки нацистської Німеччини та закінчення Другої світової війни. Після 1945 року почала формуватися ширша австрійська національна ідентичність, і понад 90 % австрійців тепер вважають себе незалежною нацією .

#### Східно-Центральна Європа
Окрім німців, які мігрували до інших частин Європи, німецька діаспора також охоплювала такі держави Східної та Центральної Європи, як Хорватія, Угорщина, Польща, Чехія та Словаччина, а також кілька пострадянських держав. Історична присутність німців у цих регіонах тривала через взаємопов'язані процеси завоювання та колонізації, а також міграцію та зміни кордонів. У періоди колонізації, наприклад, був приплив німців, які прибули до Богемії та частини Румунії як колонізатори. Поселення через зміни кордонів були в основному подіями 20-го століття, спричиненими новим політичним порядком після двох світових воєн.

#### Бельгія
У Бельгії є етнічна німецька меншина. Це більшість у своєму регіоні з 71 000 мешканців. За даними Ethnologue, загальна кількість німецькомовних у країні становить 150 000 осіб, не враховуючи лімбурзьку та люксембурзьку.

#### Чехія та Словаччина
Перед Другою світовою війною приблизно 30 % населення Чехії (історично відомої як Богемія) були етнічними німцями, а в прикордонних регіонах та деяких інших областях вони становили більшість. У Чехії проживає близько 21 000 німців (кількість чехів, які мають принаймні частково німецьке походження, ймовірно, досягає сотень тисяч). З часів Другої світової війни їх кількість постійно зменшується. За переписом 2011 року в Чехії залишилося 11 муніципалітетів і поселень, де проживає понад 6 % німців.
Ситуація в Словаччині відрізнялася від ситуації в Чехії тим, що кількість німців була значно нижчою, і що німці зі Словаччини були майже повністю евакуйовані до німецьких держав, оскільки радянська армія рухалася на захід через Словаччину, і лише частина тих, які після закінчення війни повернулися до Словаччини, були депортовані разом з німцями з Чехії.
Багато представників організацій вигнанців підтримують встановлення двомовних табличок на всій колишній німецькомовній території, як видимий знак двомовної, мовної та культурної спадщини регіону. Встановлення двомовних написів дозволяється, якщо меншина становить 10 % населення.

#### Данія
У Данії частина Шлезвіга, яка зараз є графством Південна Ютландія (або Північний Шлезвіг), населена приблизно 12 000–20 000 етнічних німців. Вони розмовляють переважно стандартною німецькою та південно-ютландською. Деякі розмовляють шлезвігською, північним нижньосаксонським діалектом.

#### Франція
Понад 100 000 громадян Німеччини проживають у Франції (точна кількість невідома, деякі статистичні дані вказують на понад 300 000 німців у Франції, але офіційно не санкціоновані). Там німці живуть переважно в північно-східній частині Франції, тобто в регіонах поблизу франко-німецького кордону (тобто Ельзас) і на острові Корсика.

#### Угорщина
До Другої світової війни в Угорщині, Румунії та Югославії проживало приблизно 1,5 мільйона дунайських швабів. Сьогодні німецька меншина в Угорщині має права на меншини, організації, школи та місцеві ради, але спонтанна асиміляція йде повним ходом. Багато з депортованих відвідали свої старі домівки після падіння залізної завіси в 1990 році. Близько 178 000 німців проживають в Угорщині.

#### Італія

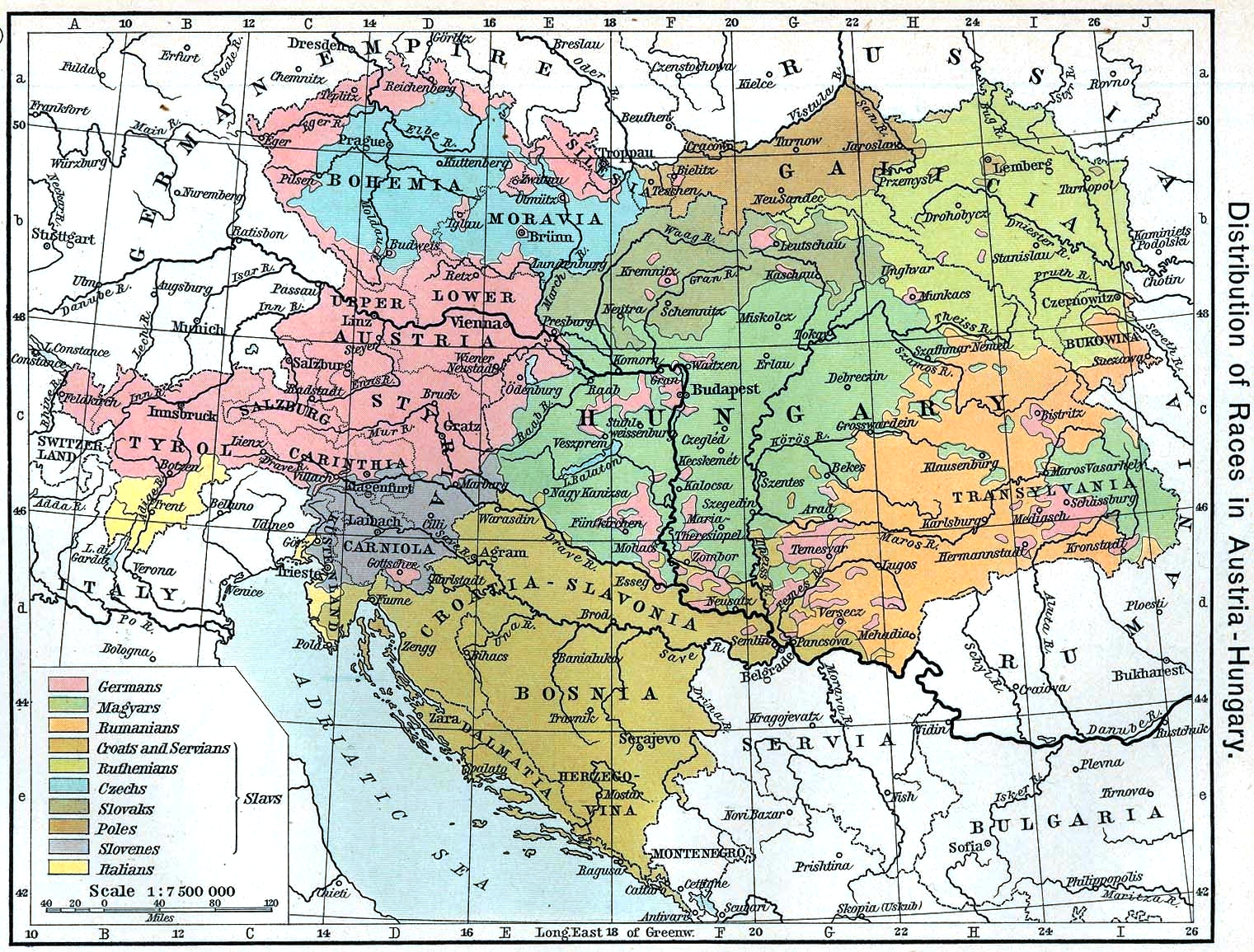
Карта Австро-Угорщини 1911 року, на якій рожевим кольором зображено території, населені етнічними німцями

Є менші, унікальні популяції німців, які прибули так давно, що їхній діалект зберігає багато архаїчних рис, які ніде більше не чути: кімври зосереджені в різних спільнотах у Карнійських Альпах, на північ від Верони, і особливо в долині Сугана на високому плато, на північний захід від Віченци в регіоні Венето; Вальзери, які походять зі швейцарського Уолліса, живуть у провінціях Валле-д'Аоста, Верчеллі та Вербано-Кузьо-Оссола; Мочено живе в долині Ферсіна. Менші німецькомовні громади також існують у регіоні Фріулі-Венеція-Джулія: каринтійці в долині Канале (муніципалітети Тарвізіо, Мальборгетто-Вальбруна та Понтебба) та німці Цахрен і Тімау в Карнії.
На відміну від раніше згаданих меншин, німецькомовне населення провінції Південний Тіроль не можна класифікувати як «етнічні німці» згідно з визначенням цієї статті, а як австрійську меншину. Однак, оскільки австрійці вважали себе етнічними німцями до кінця Другої світової війни, технічно їх також можна назвати німцями. До розпаду Австро-Угорської імперії в 1919 році, провінція була частиною австрійського графства Тіроль. Жителі Південного Тіролю були частиною понад 3 мільйонів німецькомовних австрійців, які в 1918 році опинилися за межами новонародженої Австрійської республіки як меншини в новоутворених або розширених державах Чехословаччини, Румунії, Югославії, Угорщини та Італії. Їхній діалект — австро-баварська німецька. У школі та засобах масової інформації використовуються стандартна німецька мова та діалект. Німецька користується офіційним статусом разом з італійською мовою в цьому регіоні.
Німці були присутні в гірничому регіоні Іглезенте на південному заході Сардинії з 13 століття. Успішно з 1850 року групи спеціалізованих робітників зі Штирії, Австрії, а потім німецькі шахтарі з Фрайбурга оселилися в тій самій області. Деякі німці вплинули на будівництво, і топонім все ще помітний у цій місцевості.

#### Норвегія
У Норвегії проживає 27 770 німців, що робить їх дев'ятою за чисельністю етнічною меншиною в країні, таким чином становлячи 0,52 % від загальної кількості населення Норвегії та 2,94 % усіх іноземних жителів у Норвегії. Імміграція з Німеччини до Норвегії ведеться з середньовіччя. Було багато німців, які мігрували до Бергена в середні віки, а також під час союзу Норвегії з Данією. Під час союзу з Данією багато німецьких шахтарів мігрували до міста Конгсберг. Станом на 2020 рік у місті Берген проживає 1446 німців, що становить 0,51 % від загальної чисельності населення, а в місті Конгсберг — 114 німців, що становить 0,41 % від загальної чисельності відповідно. Місто з найбільшим населенням німців — Осло . У місті проживає 3743 німці, що становить 0,55 % від загальної кількості населення. Німеччина також є країною, яка відправляє найбільше іноземних студентів за обміном до Норвегії, у 2016 році 1570 студентів за обміном прибули до Норвегії з Німеччини.

#### Польща

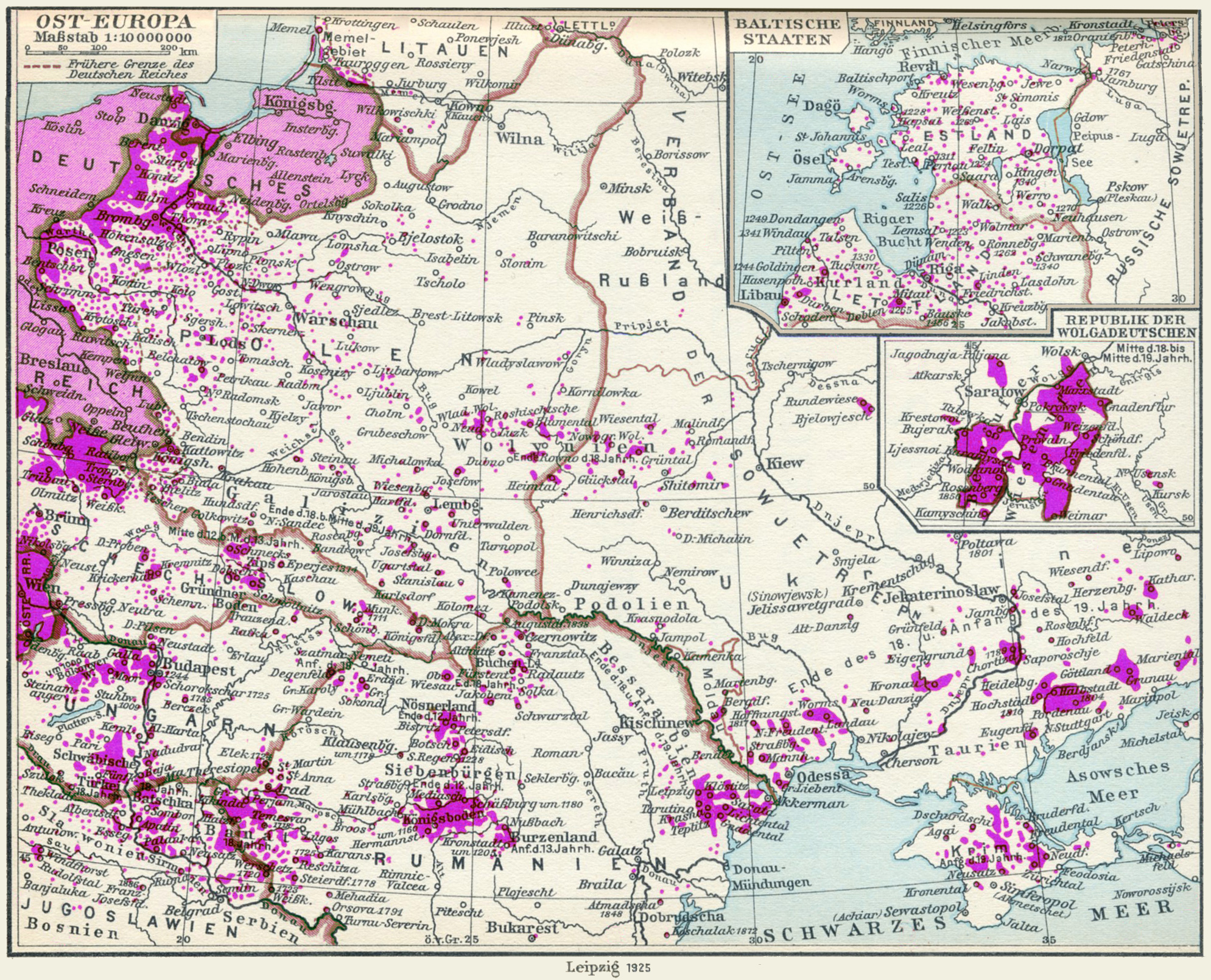
Німецька меншина в Польщі, 1925 рік

Решта німецької меншини в Польщі (109 000 осіб були зареєстровані за переписом 2011 р.) користується правами меншин згідно з польським законодавством про меншини. Німецькомовні є по всій Польщі, а більшість німців проживає в Опольському воєводстві в Сілезії. У деяких містах області розміщені двомовні таблички. Крім того, існують двомовні школи, і в кількох містах у спілкуванні з чиновниками можна використовувати німецьку замість польської.

#### Португалія
Станом на грудень 2022 року в Португалії проживає 20 500 громадян Німеччини. Це число включає лише іноземних громадян і, таким чином, виключає громадян Німеччини, які отримали португальське громадянство (близько 400 осіб з 2008 року), а також португальців німецького походження.

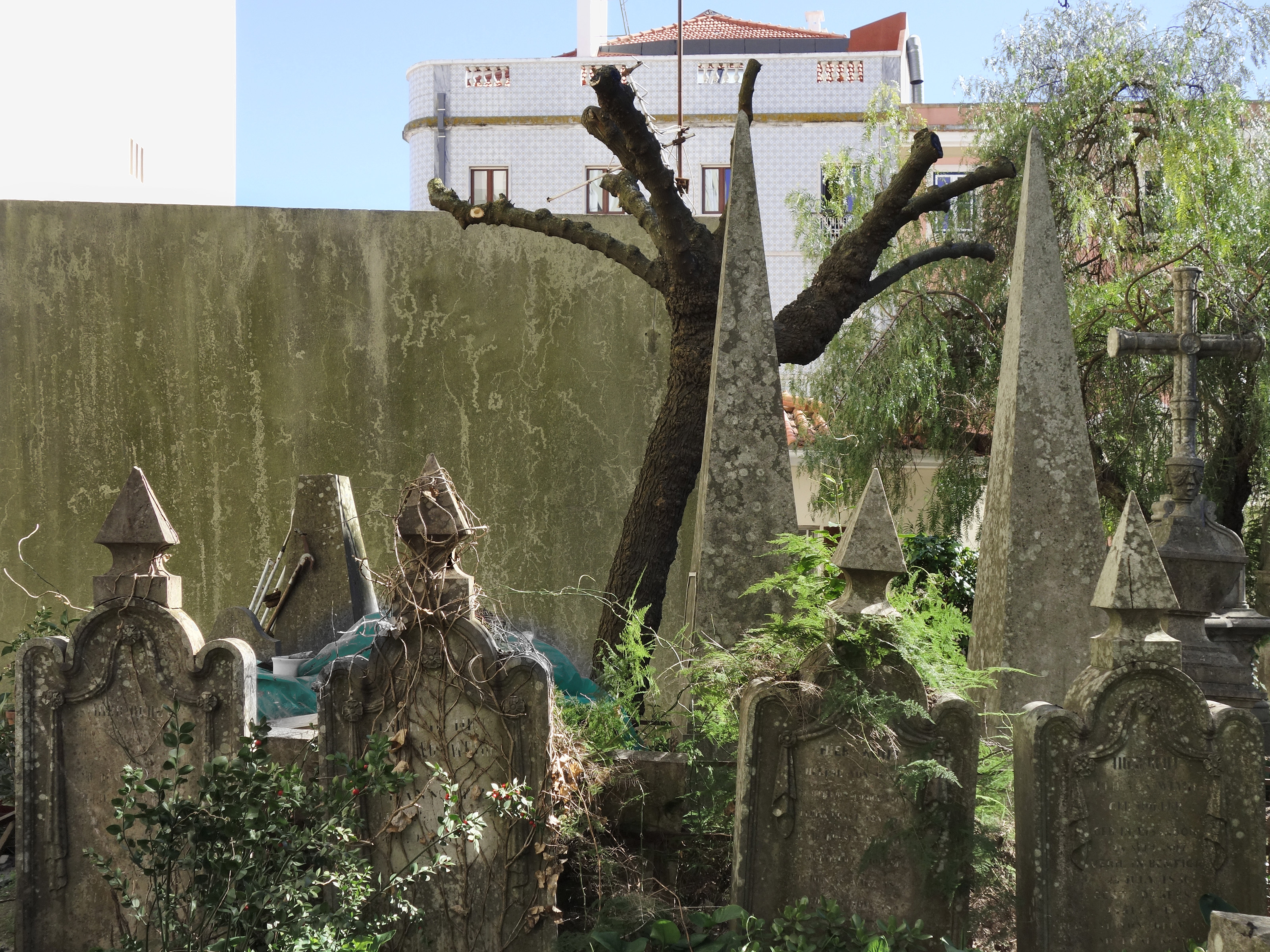
Німецький цвинтар у Кампо-де-Оуріке

Близько 6000 німців проживають у муніципалітетах Лісабон, Оейраш, Сінтра або Кашкайш на Португальській Рив'єрі. З іншого боку, близько 5000 німців проживають у південному регіоні Алгарве. Німецька громада особливо помітна в Лісабоні та Порту. У кожному місті є німецька євангельська церква, німецька школа та німецькі бібліотеки. Існує також німецька церква, а також німецька школа в Алгарве, а на Мадейрі є німецька євангельська церква. У Лісабоні також є німецька католицька церква та німецьке кладовище з 1821 року. Багато лусо-німців здобули славу протягом багатьох років. Особи спільноти включають Альфредо Кейля (1850—1907), композитора національного гімну Португалії, археолога Вірджинію Рау (1907—1973), банкіра та промисловця Антоніу Шампалімауда (1918—2004), архітектора Франсішку Кейла до Амарала (1910—1975) і колишнього прем'єр-міністра Ернесто Гінце Рібейро (1849—1907). Серед сучасних діячів німецького походження — футболіст Дієго Морейра, переможець пісенного конкурсу Євробачення Сальвадор Собрал, серфер Нік фон Рупп, актриси Катаріна Валленштейн і Віра Колодзіг, а також тенісистка Марія Жоао Келер. Серед найвидатніших лузо-німців, безсумнівно, є Жоао Фредеріко Людовіце, якому в 1711 році було замовлено проект Національного палацу Мафра.

#### Румунія
Станом на 2022 рік, згідно з переписом населення Румунії 2021 року (перенесений на рік через пандемію COVID-19), у Румунії було зареєстровано приблизно 22 900 етнічних німців.
Починаючи з Середньовіччя, територія сучасної Румунії була постійно заселена німецькомовними групами, спочатку трансільванськими саксами, потім, поступово, іншими групами іммігрантів етнічного німецького походження. Усі вони політично представлені Демократичним форумом німців у Румунії.

#### Швеція
У 11 столітті Швецію відвідали місіонери з Німеччини. У середні віки ганзейські купці мали великий вплив на шведську торгівлю, а також на шведську мову. Згідно з опитуванням, частка німецьких запозичених слів у шведській мові становить 24–30 % (дещо залежить від того, як ви обчислюєте). У період великої влади в Швеції було створено ряд німецьких конгрегацій. У тому числі німецька парафія Карлскруна, яка потім стала частиною парафії Адміралтейства Карлскруна. Сьогодні у Швеції є ще два активні німецькі збори. Вони є частиною парафій Церкви Швеції, німецька парафія Христина та німецька парафія Св. Гертруди складається з німецьких громадян або шведів німецького походження. У зв'язку з двома світовими війнами кілька німецьких дітей війни приїхали до Швеції. З кінця 1940-х до початку 1990-х років багато східнонімецьких біженців також прибули до Швеції. 31 грудня 2014 року в Швеції було 49 359 людей, які народилися в Німеччині, з яких 23 195 були чоловіками (47,0 %) і 26 164 жінки (53,0 %). Відповідна цифра на 31 грудня 2000 року становила 38 155, з яких 16 965 чоловіків (44,5 %) і 21 190 жінок (55,5 %). У Швеції було 28 172 особи з німецьким громадянством. У 2019 році, згідно зі Статистичним управлінням Швеції, німецькі іммігранти разом із китайцями були найпоширенішими. Освічені мігрують до Швеції, причому частка високоосвічених становить 70 %, що значно перевищує середній показник для населення Швеції, який становить 30 %.

#### Об'єднане Королівство
У Сполученому Королівстві існує німецько-британська етнічна група, яка налічує близько 300 000 осіб. Деякі з них походять від іммігрантів 19-го століття. Інші — це іммігранти 20-го століття та їхні нащадки, а також військовополонені Другої світової війни, які утримувалися у Великобританії, які вирішили залишитися там. Інші прибули, як дружини англійських солдатів від післявоєнних шлюбів у Німеччині, коли британці були окупаційними військами. Багато недавніх іммігрантів оселилися в Лондоні та південно-східній частині Англії, зокрема в Річмонді (південно-західний Лондон).
Британська королівська родина частково походить від німецьких монархів.
Через Brexit кількість німців у Великій Британії значно скоротилася, у 2021 році у Великій Британії було лише 135 тисяч німців.

### Африка

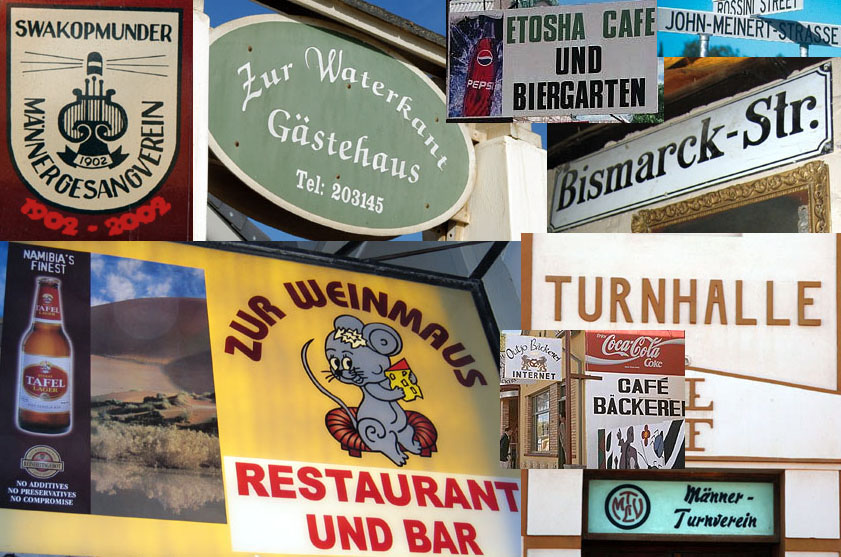
Приклади вивісок німецькою мовою в Намібії

Під час тривалого занепаду Римської імперії та наступних великих міграцій німецькі племена, такі як вандали (які пограбували Рим), мігрували до Північної Африки та оселилися переважно на землях, що відповідають сучасному Тунісу та північно-східному Алжиру. Хоча ймовірно, що деякі люди, які живуть там зараз, походять від цих німецьких народів, вони не залишили видимих культурних слідів.

#### Камерун
Перший німецький торговий пост в районі Дуала в дельті річки Камерун був заснований в 1868 р. гамбурзькою торговою компанією К. Верманном. Агент компанії в Габоні Йоханнес Тормелен розширив діяльність до дельти річки Камерун. У 1874 році разом із Вільгельмом Янценом, агентом Верманна в Ліберії, двоє купців заснували там власну компанію Jantzen & Thormählen. На початку Першої світової війни французькі, бельгійські та британські війська вторглися в німецьку колонію в 1914 році і повністю окупували її під час Камерунської кампанії. Останнім німецьким фортом, який здався, був форт Мора на півночі колонії в 1916 році. Після поразки Німеччини Версальський договір розділив територію на два мандати Ліги Націй (клас B) під адміністрацією Великобританії та Франції. Французький Камерун і частина Британського Камеруну возз'єдналися в 1961 році в Камерун, хоча деякі німці все ще залишаються в Камеруні.

#### Намібія
Німеччина не була так залучена в колонізацію Африки, як інші великі європейські держави 20-го століття, і втратила свої заморські колонії, включаючи Німецьку Східну Африку та Німецьку Південно-Західну Африку, після Першої світової війни. Як і в Латинській Америці, німці в Африці мали тенденцію до ізоляції та були більш самодостатніми, ніж інші європейці. У Намібії проживає 30 000 етнічних німців, хоча, за оцінками, лише третина з них зберігає мову. Більшість німецькомовних проживають у столиці, Віндгуку, і в менших містах, таких як Свакопмунд і Людеріц, де німецька архітектура добре помітна.

#### Південна Африка
Німці також емігрували до Південної Африки протягом 1850-х і 1860-х років і оселилися в районі Східної Капської провінції навколо Штуттерхайма та в Квазулу-Наталі в районі Вартбурга, де все ще існує велика німецькомовна громада. За оцінками, близько 12 000 людей розмовляють німецькою або іншою німецькою мовою, як рідною мовою в Південній Африці. Німці досить широко розселилися в Південній Африці, багато кальвіністів іммігрували з Північної Європи. Пізніше більшість німців оселилися в Квазулу-Наталь та в інших місцях. Тут одна з найбільших спільнот — це носії «Nataler Deutsch», різновиду нижньонімецької мови, які зосереджені у Вартбурзі та його околицях. Німецька мова повільно зникає в інших місцях, але в деяких громадах все ще є велика кількість носіїв, а в деяких навіть є школи німецької мови. У 2020 році в ПАР проживало близько 17 000 громадян Німеччини.

#### Танзанія
Коли материкова Танзанія, Руанда та Бурунді перебували під контролем Німеччини, їх називали Німецькою Східною Африкою, і вони отримували певну міграцію від німецьких громад. Після того, як Танганьїка та Руанда-Урунді стали мандатами Британії та Бельгії після поразки Німеччини в Першій світовій війні, деякі з цих громад залишилися.

### Північна Америка
У Сполучених Штатах зареєстровано приблизно 160 000 громадян Німеччини.
- Беліз: 5763 меноніти, які розмовляють нижньою німецькою мовою.
- Канада (3,3 млн, 9,6 % населення), див. також німецькі канадці.
- Мексика: перегляньте імміграцію німців до Мексики, 22 % менонітів також розмовляють нижньонімецькою мовою, яка не є стандартною німецькою, а походить від старосаксонської, 30 % розмовляють іспанською, 5 % розмовляють англійською та 5 % розмовляють російською як другою мовою.[35][36] Також варто відзначити, що «Colegio Alemán Alexander von Humboldt» або «школа Олександра фон Гумбольдта» в Мехіко є найбільшою німецькою школою за межами Німеччини.
- У Сполучених Штатах «німці» є найбільшою групою предків, які самоідентифікують себе з 1990 року. У Сполучених Штатах проживає близько 50 мільйонів американців, принаймні часткового німецького походження, або 17 % США. Населення, найбільша група предків у країні, за якими вони повідомляють себе, включаючи різні групи, такі як пенсільванські голландці. З них 23 мільйони мають лише німецьке походження («єдине походження»), а ще 27 мільйонів мають часткове німецьке походження, що робить їх найбільшою групою в Сполучених Штатах, за якою йдуть ірландці. З тих, хто заявляє про часткове походження, 22 мільйони ідентифікують своє основне походження («перше походження») як німців. 22 мільйони американців переважно німецького походження складають найбільшу частину німецької діаспори, цифра дорівнює чверті населення самої Німеччини. Німці становлять трохи менше половини населення Верхнього Середнього Заходу.[37]
- Центральна Америка: У 1940 році в Центральній Америці проживало 16 000 німців; половина з них у Гватемалі, а більшість решти були засновані в Коста-Ріці.[38]

### Південна Америка

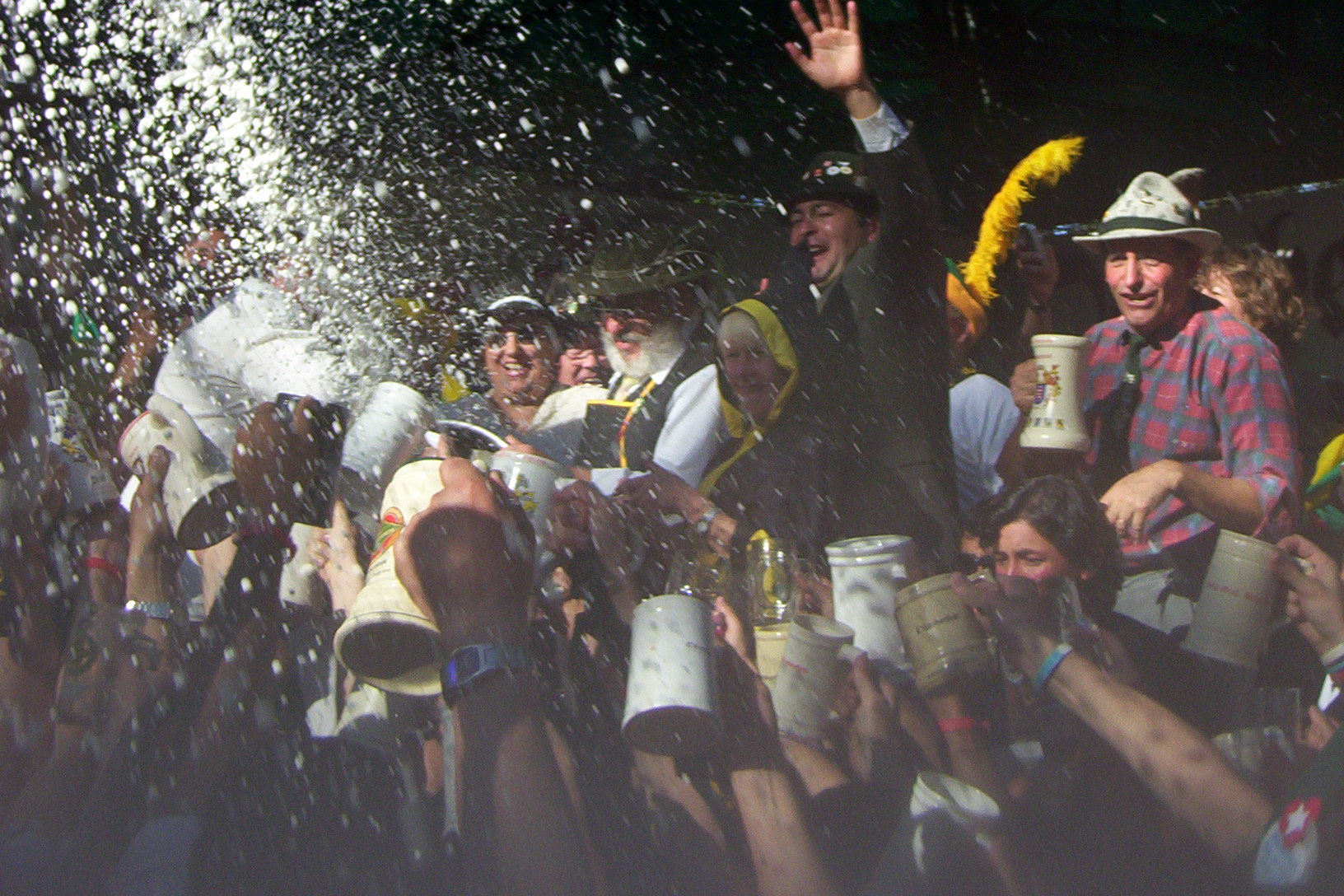
Німецькі аргентинці святкують Октоберфест у віллі Генерал Бельграно.

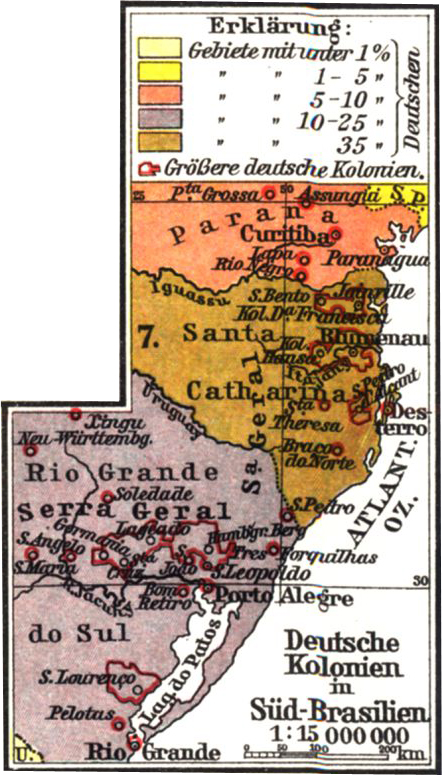
Німецьке населення в Південній Бразилії

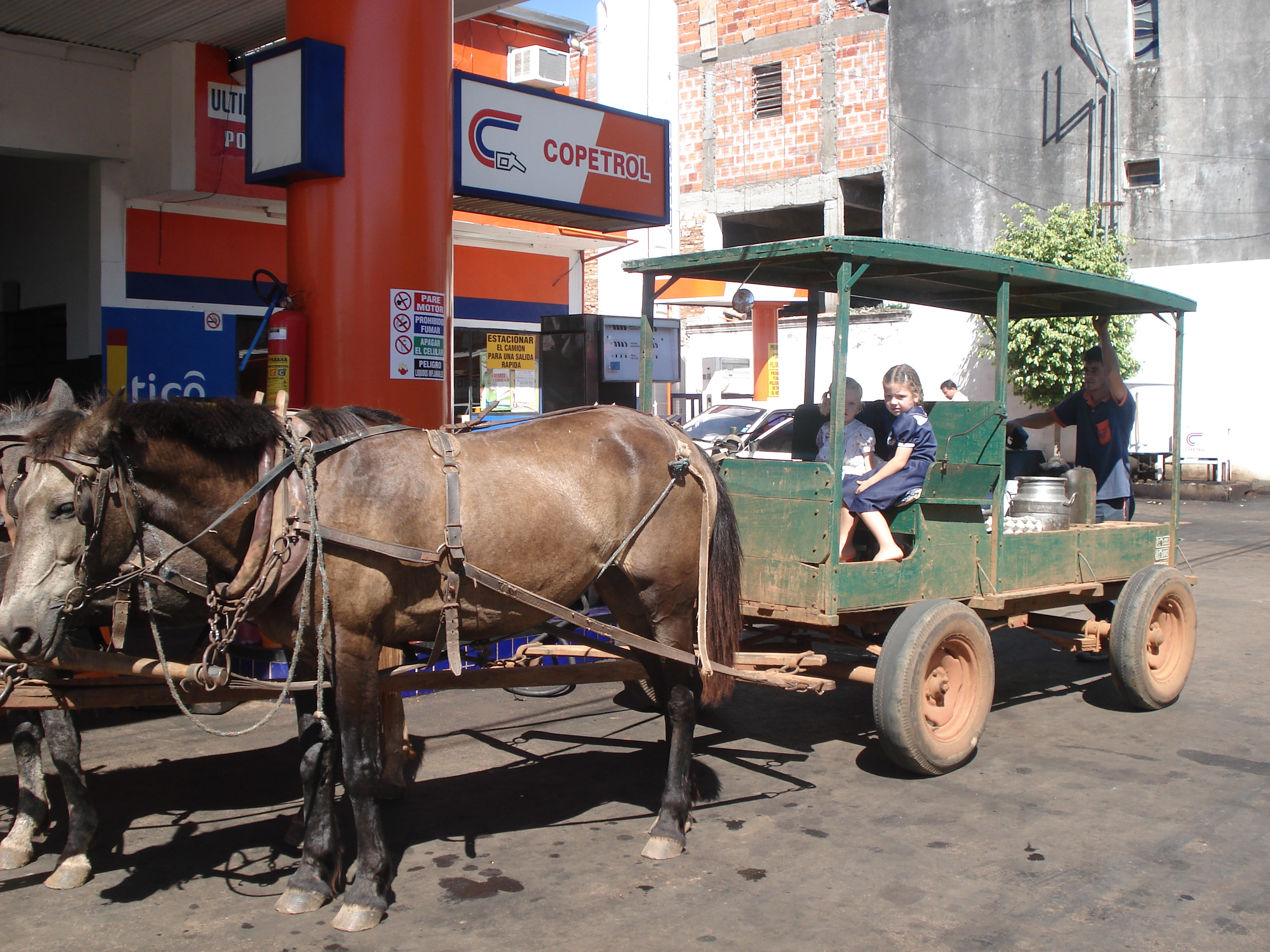
Меноніти в Сан-Ігнасіо, Парагвай

- Аргентина: представники німецького походження складають близько 8 % населення Аргентини — понад 3 мільйони — більшість із них лише німці Поволжя — близько 2 мільйонів.[39] Є понад 400 000 інших німецьких предків, включаючи менонітів і німецьких швейцарців. Ці дві групи більш поширені в Південній Аргентині, а також у провінціях Санта-Фе, Ентре-Ріос і Кордова. Яскравим прикладом є місто Вілья-Хенераль-Бельграно, засноване німцями в 1930-х роках. У 1960-х роках він став місцем проведення Fiesta Nacional de la Cerveza, або Октоберфест, який став головною визначною пам'яткою Аргентини.[40] До 1940 року в країні проживало 250 тис. осіб німецького походження.[38] За оцінками посольства Німеччини в Аргентині, 660 000 аргентинців, або 1,5 % від загального населення, є нащадками німців, які емігрували безпосередньо з Німеччини (це означає, що сюди не входять інші етнічні німці, які емігрували з Австрії, Швейцарії, Росії/СРСР, тощо)[41][42] В Аргентині проживає 50 тисяч громадян Німеччини.[43]

Нацистський міністр Вальтер Дарре народився в Аргентині. Після Другої світової війни до Аргентини втекли майже тисяча відомих нацистських лідерів і політиків. Серед них були Адольф Ейхман і Йозеф Менгеле. Курт Танк, який розробив деякі з найбільших винищувачів Другої світової війни, також увійшов до Аргентини наприкінці 1940-х років.
У Бразилії 3 мільйони німецькомовних людей, трохи більше 1,5 % населення.
Крім того, хвиля іммігрантів-ашкеназі прийшла після підйому нацизму в 1933 році, за якою прибуло близько 19 000 німецьких євреїв. З 1939 року до кінця Другої світової війни імміграція була припинена через антиіммігрантські настрої в країні та обмеження на імміграцію з Німеччини.
У 1980-х роках тисячі німецьких колумбійців емігрували назад до Західної Німеччини через колумбійський збройний конфлікт. Однак ця тенденція почала знижуватися наприкінці 2000-х (десятиріччя), оскільки рівень життя різко зріс після колумбійського економічного буму.
- Болівія: є дві різні групи німців, нащадки тих, хто емігрував з Німеччини та Бразилії (за оцінками, близько чверті мільйона, 2,0 % населення Болівії[46]), нащадки менонітів, що емігрували з Канади та Мексики (принаймні 85 тис. із них живуть в аграрних громадах).[47] Німці становлять 237 тис. осіб, або 2,5 % населення Болівії.[48]

Є понад 20 000 стандартних німецькомовних людей, плюс 85 000 нижньонімецькомовних менонітів.
- Бразилія: переважно проживають у Південній Бразилії. Бразилія прийняла 250 000 німців між 19 і 20 століттями. За даними Born and Dickgiesser (1989, ст. 55), кількість бразильців німецького походження в 1986 році становила 3,6 мільйона. Згідно з опитуванням 1999 року, проведеного дослідником IBGE Саймоном Шварцманом, у репрезентативній вибірці бразильського населення 3,6 % сказали, що вони мають німецьке походження, відсоток, який у популяції приблизно 200 мільйонів становить 7,2 мільйона нащадків.[49] У 2004 році Deutsche Welle назвала цифру в 5 мільйонів бразильців німецького походження.[50] Hunsrückisch і East Pomeranian є одними з найвидатніших груп.[51][52]

До 1940 року німецька діаспора в Бразилії становила близько мільйона осіб.
У Бразилії зареєстровано близько 14 000 громадян Німеччини.
В Аргентині близько 500 000 носіїв німецької мови, трохи більше 1 % населення.
- Чилі: Німецько-чилійська торгова палата оцінила 500 000 нащадків німців, приблизно 3 % від загального населення Чилі, яке оцінюється в 16 мільйонів (у тому ж джерелі).[53] Є 40 000 стандартних німецькомовних.
- Еквадор: в Еквадорі лише кілька людей німецького походження. Примітним є невелике німецьке населення на острові Флореана (Галапагоські острови): між 1929 і приблизно 1950 роками на острові проживало приблизно півдюжини тих, хто покинув школу. У 1934 році троє з них загинули за нез'ясованих обставин, ці події викликали увагу міжнародних ЗМІ під назвою Галапагоська справа. Сьогодні нащадки флоренських німців були асимільовані в місцеве еквадорське населення або реіммігрували до Німеччини.[54][55]
- Парагвай: 166 000 носіїв стандартної німецької мови (включаючи 18 000 менонітів, які не розмовляють нижньонімецькою або менонітською нижньонімецькою мовою), більшість німців у Парагваї мають бразильське походження та носії португальської мови;[46] плюс 20 000 менонітської нижньонімецької мови, якою розмовляють меноніти, які живуть у Чако та Східному Парагваї.[46] Меноніти емігрували до Парагваю зі штату Чіуауа (у Мексиці), Радянського Союзу, Канади та Болівії.[56][57] Німецькі неменноніти емігрували до Парагваю переважно з Бразилії, Королівства Пруссія та Німецької імперії.[57]

290 000 осіб німецького походження або 4,4 % населення Парагваю.
- Перу: громади Оксапампа, Позузо та Вілья-Ріка у високих джунглях перуанського басейну Амазонки були заселені в середині 19 століття австрійськими та прусськими іммігрантами. Багато його нинішніх жителів говорять німецькою мовою.[59] У 18 столітті німецькі іммігранти заселили райони Тінго-Марія, Тарапото, Мойобамба та департамент Амазонас.[60] Німецькі іммігранти переважно оселилися в Лімі та меншою мірою в Арекіпі.[61]
- Уругвай: до 1940 року в країні проживало 50 000 німців.[38]

### Азія
В Японії, під час періоду Мейдзі (1868—1912), багато німців приїхали працювати в Японію радниками нового уряду. Незважаючи на ізоляціонізм і географічну віддаленість Японії, там було кілька німців, оскільки доволі паралельна модернізація Німеччини та Японії зробила німців ідеальним О-ятой гайкокуджін. (Див. також німецько-японські відносини)
У Китаї німецька торгова колонія затоки Цзяочжоу на території сучасного Циндао існувала до 1914 року, і залишила лише пивоварні заводи, зокрема пивоварню Циндао.
Менша кількість етнічних німців іммігрувала до колишніх територій Південно-Східної Азії Малайзії (британці), Індонезії (голландці) та Філіппін (американці) наприкінці 19-го та на початку 20-го століть. В Індонезії деякі з них стали добре відомі постаті в історії, такі як Рейнвардт (засновник і перший директор Богорського ботанічного саду), Вальтер Шпіс (німець російського походження, який став художником, який зробив Балі відомим у світі) і Франц Вільгельм Юнгхун (власник великої плантації на півдні Бандунга, яка отримала назву «Гумбольдт Сходу» через його етногеографічні нотатки).
Члени німецької релігійної групи, відомої як тамплієри, оселилися в Палестині наприкінці 19 століття і жили там протягом кількох поколінь, але були вигнані британцями з підмандатної Палестини під час Другої світової війни через пронацистські симпатії, які висловлювали багато з них.
Комуністична Східна Німеччина мала стосунки з В'єтнамом та Угандою в Африці, але в цих випадках переміщення населення йшло переважно до Німеччини, а не з Німеччини. Після возз'єднання Німеччини великий відсоток «гастарбайтерів» з комуністичних країн, яких було відправлено до Східної Німеччини, повернувся на батьківщину.

### Океанія

Люди з німецьким походженням у відсотках від населення Австралії, розділених географічно за статистичною місцевістю, станом на перепис 2011 року

- Австралія прийняла значну кількість етнічних німців-іммігрантів з Німеччини та інших країн. Число залежить від того, хто підраховується, але помірні критерії дають оцінку в 750 000 (4 % населення). Перша хвиля німецької імміграції до Австралії почалася в 1838 році з прибуттям прусських лютеранських поселенців до Південної Австралії (див. Німецьке поселення в Австралії). Після Другої світової війни Австралія отримала великий приплив переміщених етнічних німців. У 1950-х і 1960-х роках німецька імміграція тривала як частина великої післявоєнної хвилі європейської імміграції до Австралії.

Етнічні німці в Австралії були з моменту заснування колонії Новий Південний Уельс у 1788 році, батько губернатора Артура Філіпа (першого губернатора Нового Південного Уельсу) був німцем. Але перша значна хвиля німецької імміграції була в 1838 році. Ці німці, в основному прусські іммігранти (але також виноградарі з землі Гессен-Нассау та Райнгау). Звідти тисячі німців емігрували до Австралії до Першої світової війни. Крім того, німецькі австралійці були найбільш ідентифікованою етнічною приналежністю після англійців та ірландців в Австралії до Першої світової війни.
Після Другої світової війни велика кількість німців емігрувала до Австралії, щоб уникнути роздираної війною Європи.
- Нова Зеландія отримала скромну, але стійку імміграцію етнічних німців із середини 19 століття. Сьогодні кількість новозеландців з німецьким корінням оцінюється приблизно в 200 000 (5 % населення). Багато німецьких новозеландців англізували свої імена протягом 20-го століття через негативне сприйняття німців, сформоване Першою та Другою світовими війнами. До новозеландців німецького походження належить покійний колишній прем'єр-міністр Девід Ланге. Переважна більшість німців у Новій Зеландії оселилася на Північному острові, а пара оселилася в районі Крайстчерча. Такі міста, як Тауранга, Нельсон і, меншою мірою, Окленд зазнали певного впливу німецької культури та цінностей.

## Історія

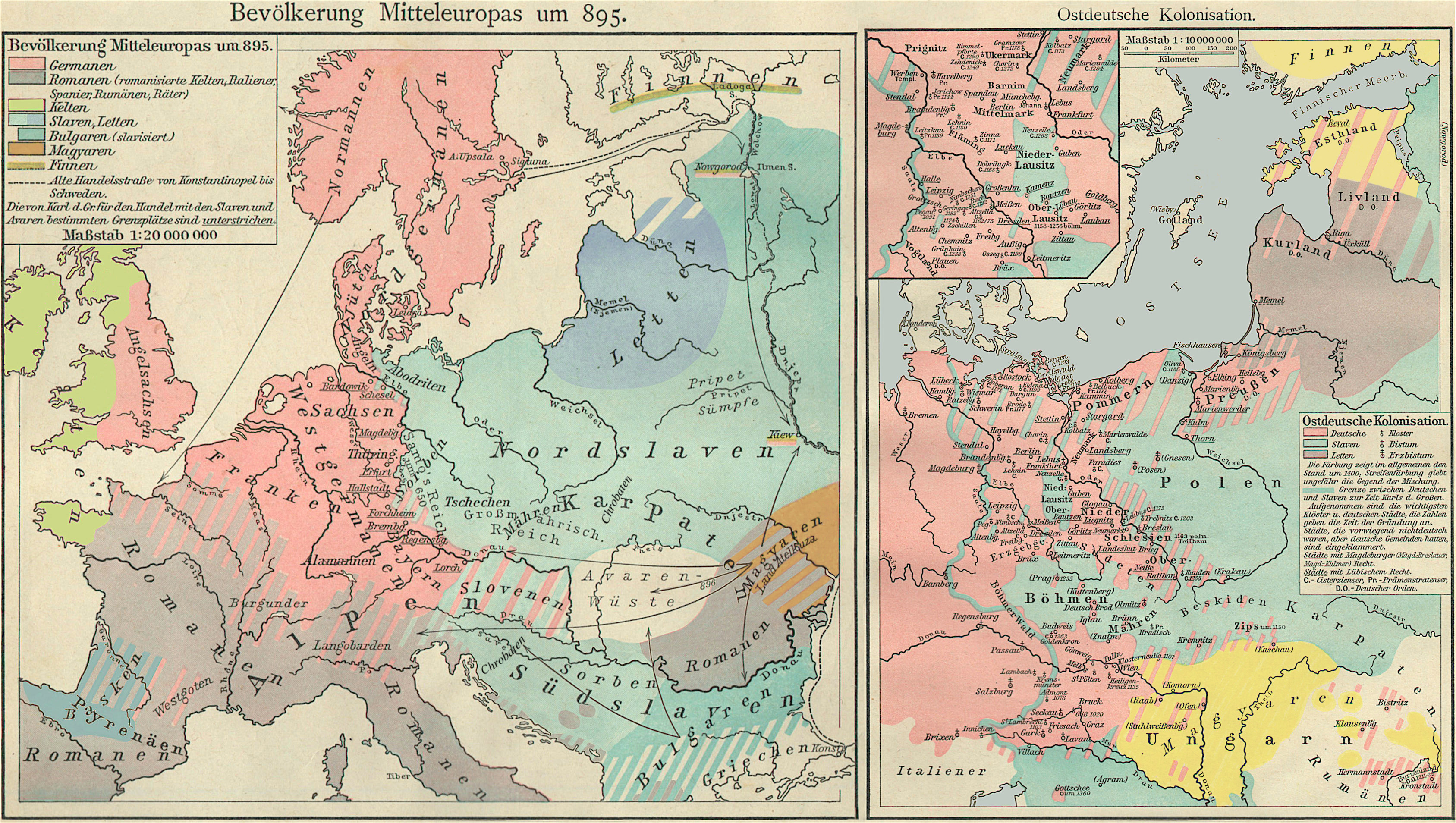
Німецька експансія на схід 895—1400 рр

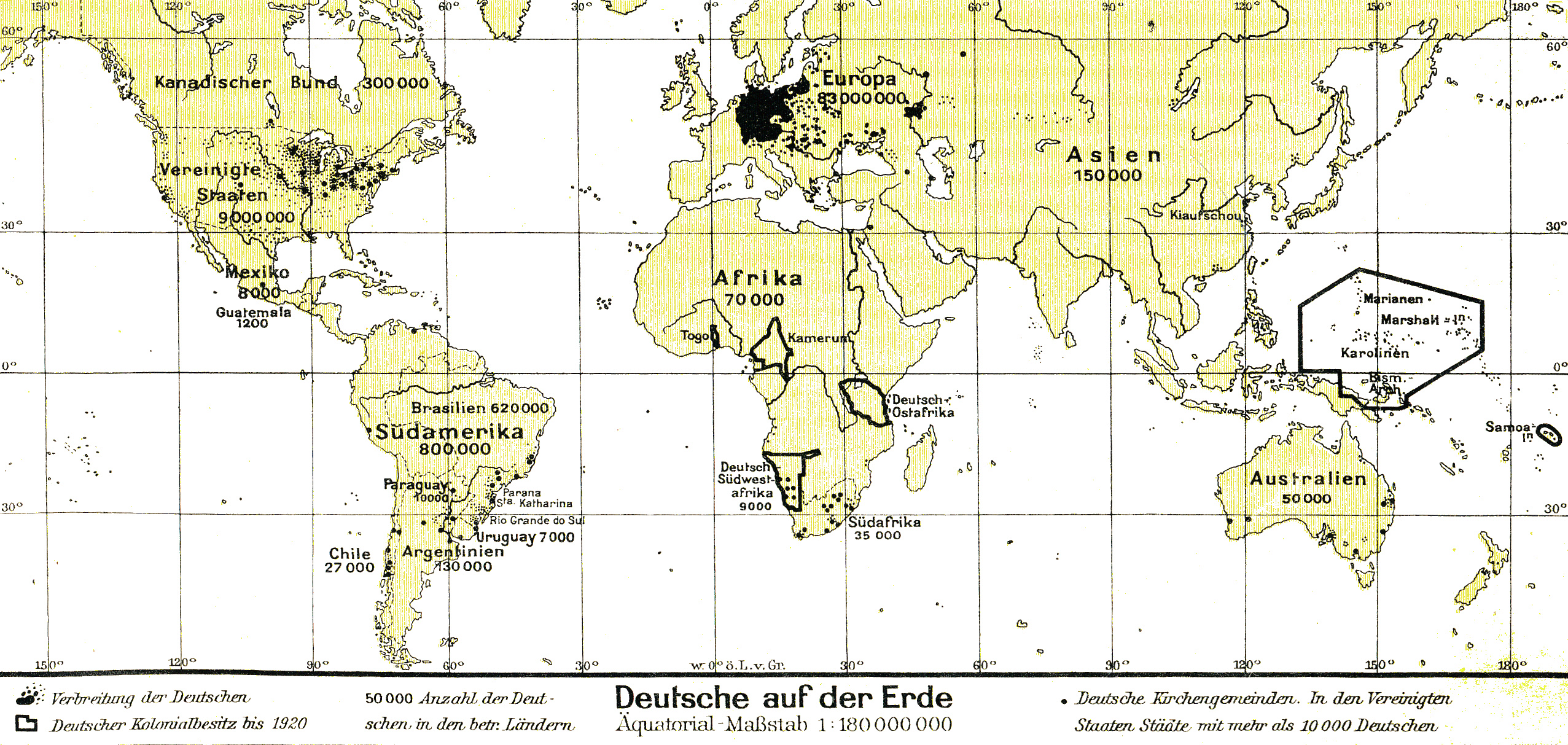
Карта розміщення німецької діаспори на початку 20 століття

З кельтських часів ранні німецькі племена розселялися від Балтики аж до Чорного моря аж до великого переселення 4-6 століття нашої ери.
Середньовічні німці мігрували на схід протягом середньовічного періоду Ostsiedlung до втечі, евакуації та вигнання німців після Другої світової війни; у багатьох районах Центральної та Східної Європи проживало етнічне німецьке населення. У середні віки німців запрошували мігрувати до Польщі та центральних і східних регіонів Німецької Священної Римської імперії, а також до Угорського королівства після монгольських вторгнень у 12 столітті, а потім знову в кінці 17 століття після цього. Австрійсько-османські війни з метою створення ферм і заселення східних регіонів Австрійської імперії та Балкан.
Нацистський уряд називав таких етнічних німців фольксдойче, незважаючи на те, як довго вони проживали в інших країнах. (Тепер за кордоном їх вважали б німцями). Під час Другої світової війни нацистська Німеччина класифікувала етнічних німців, як Übermenschen, тоді як євреїв, циган, слов'ян, переважно етнічних поляків і сербів, а також чорношкірих і представників змішаної раси називали Untermenschen. Після війни країни Центральної Європи, такі як Польща, Чехословаччина, Угорщина, а також Радянський Союз у Східній Європі та Югославія в балканському регіоні Південної Європи, вигнали більшість етнічних німців, які проживали на їхніх територіях.
Свого часу на таких територіях, як Румунія, Молдова та Україна, було значне етнічне німецьке населення. Ще в 1990 році лише в Казахстані було мільйон носіїв стандартної німецької мови та 100 000 носіїв Plautdietsch, а також 38 000, 40 000 і 101 057 носіїв стандартної німецької мови в Україні, Узбекистані та Киргизстані відповідно.
У 1998 році в Польщі було 500 000 етнічних німців. Останні офіційні дані показують 147 000 (станом на 2002 рік). З 745 421 німців у Румунії у 1930 році залишилось близько 60 000. В Угорщині ситуація дуже схожа, лише близько 220 000. У колишньому Радянському Союзі проживає до одного мільйона німців, переважно в смузі від південно-західної Росії та долини Волги через Омськ і Алтайський край (597 212 німців у Росії, російський перепис 2002 р.) до Казахстану (353 441 німець у Казахстані, 1999 р. Казахстанський перепис населення). Німеччина прийняла приблизно 1,63 мільйона етнічних німців з колишнього Радянського Союзу між 1990 і 1999 роками.
Ці Auslandsdeutsche, як вони тепер загальновідомі, випливають із колишнього Східного блоку з початку 1990-х років. Наприклад, багато етнічних німців з колишнього Радянського Союзу скористалися німецьким Законом про повернення, політикою, яка надає громадянство всім тим, хто може довести, що є біженцем або вигнанцем німецького етнічного походження, або подружжям чи нащадком такого людина. Цей відхід відбувся, незважаючи на те, що багато етнічних німців з колишнього Радянського Союзу були високо асимільовані та мало або взагалі не розмовляли німецькою.

## Угрупування
Зверніть увагу, що багато з цих груп згодом мігрували в інші місця. Цей список просто вказує регіон, з яким вони пов'язані, і не включає людей з країн, де німецька мова є офіційною національною мовою. Загалом, він також пропускає деякі загальновживані загальновживані терміни, визначені політичними змінами кордонів, де це суперечить поточній структурі. Такі терміни включають:
- Угорські німці / німці Угорщини (австро-угорської імперії, 1867—1918).
- Сербські німці / німці Сербії (колишньої Югославії).
- Румунські німці / німці Румунії (одне з багатьох східноєвропейських німецьких поселень, що простягаються від Білорусі до Словаччини в Україну).

## Німецькомовні медіа по всьому світу

Розподіл носіїв німецької мови в сучасному світі

Видимою ознакою географічного розширення німецької мови є німецькомовні медіа за межами німецькомовних країн. Німецька є другою за вживаністю науковою мовою, а також третя найпоширеніша мова на веб-сайтах після англійської та російської.
Deutsche Welle (німецька вимова: [ˈdɔʏtʃə ˈvɛlə]; «Німецька хвиля» німецькою мовою), або DW, є громадським міжнародним мовником Німеччини. Сервіс доступний 30 мовами. Послуга супутникового телебачення DW складається з каналів німецькою, англійською, іспанською та арабською мовами.
Німецькомовні люди, які живуть за кордоном (та ті, хто хоче вивчити німецьку), можуть відвідувати веб-сайти німецькомовних газет, теле- та радіостанцій. Безкоштовне програмне забезпечення MediathekView дозволяє завантажувати відео з веб-сайтів деяких державних німецьких, австрійських і швейцарських телевізійних станцій, а також загальнодоступної франко-німецької телевізійної мережі ARTE. За допомогою веб-сторінки «onlinetvrecorder.com» можна записувати програми багатьох німецьких і деяких міжнародних телевізійних станцій.
Зауважте, що деякі матеріали є регіональними обмеженнями через юридичні причини, і доступ до них неможливий з будь-якої точки світу. Деякі веб-сайти мають платний доступ або обмежують доступ для безкоштовних/незареєстрованих користувачів.

## Політика Німеччини щодо подвійного громадянства
Німецький закон про громадянство дозволяє подвійне громадянство з іншими країнами ЄС та Швейцарією; з іншими країнами в деяких випадках можливо:
1. Зі спеціальним дозволом («дозвіл на утримання»), на який громадяни Німеччини повинні подати заявку перед отриманням іншого громадянства (інакше німецьке громадянство автоматично втрачається). Громадяни країн, які не входять до ЄС та Швейцарії, які бажають натуралізуватися в Німеччині, як правило, повинні відмовитися від свого старого громадянства, але можуть зберегти його, якщо їхня країна не дозволяє відмову від громадянства, або якщо процес відмови є надто складним/принизливим/ дорогим, або рідко, в окремих випадках, якщо відмова від старого громадянства означає величезні збитки для відповідної особи.
2. Якщо подвійне громадянство було отримано при народженні. Деякі країни не сприймають «принцип подвійного громадянства за народженням», тому відповідна особа повинна пізніше вибрати одне громадянство та відмовитися від іншого.
3. Згідно зі статтею 116 абз. 2 Основного закону, колишні громадяни Німеччини, які в період з 30 січня 1933 р. по 8 травня 1945 р. були позбавлені німецького громадянства з політичних, расових чи релігійних мотивів, можуть знову посилатися на своє громадянство, і те саме стосується їхніх нащадків, і є дозволено мати подвійне (або множинне) громадянство.[71]

Закон, ухвалений у червні 2019 року, дозволяє анулювати німецьке громадянство тих, хто має подвійне громадянство, які приєдналися або підтримували терористичне угруповання, таке як Ісламська держава, і яким виповнилося 18 років.
Натуралізовані німці можуть втратити німецьке громадянство, якщо з'ясується, що вони отримали його шляхом навмисного обману / підкупу / погрози / надання навмисно неправдивої або неповної інформації, яка була важливою для процесу натуралізації. У червні 2019 року було вирішено продовжити термін з 5 до 10 років після натуралізації.

## Візові вимоги

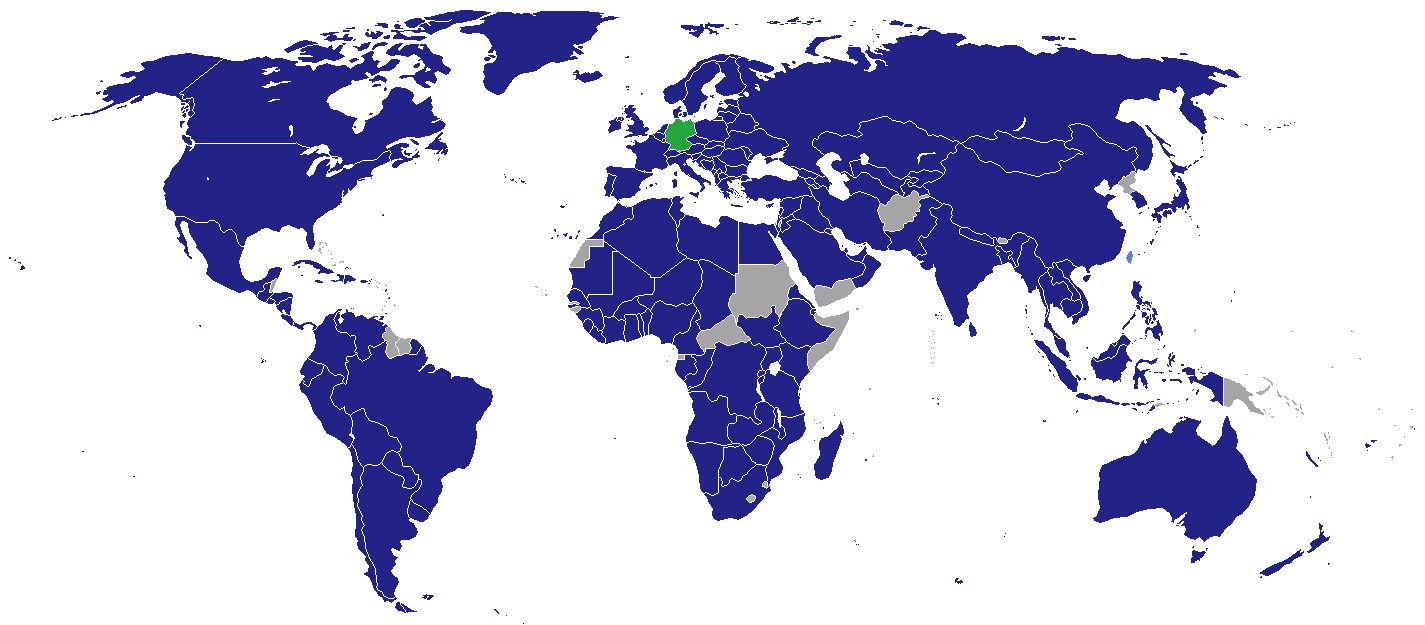
Дипломатичні представництва Німеччини

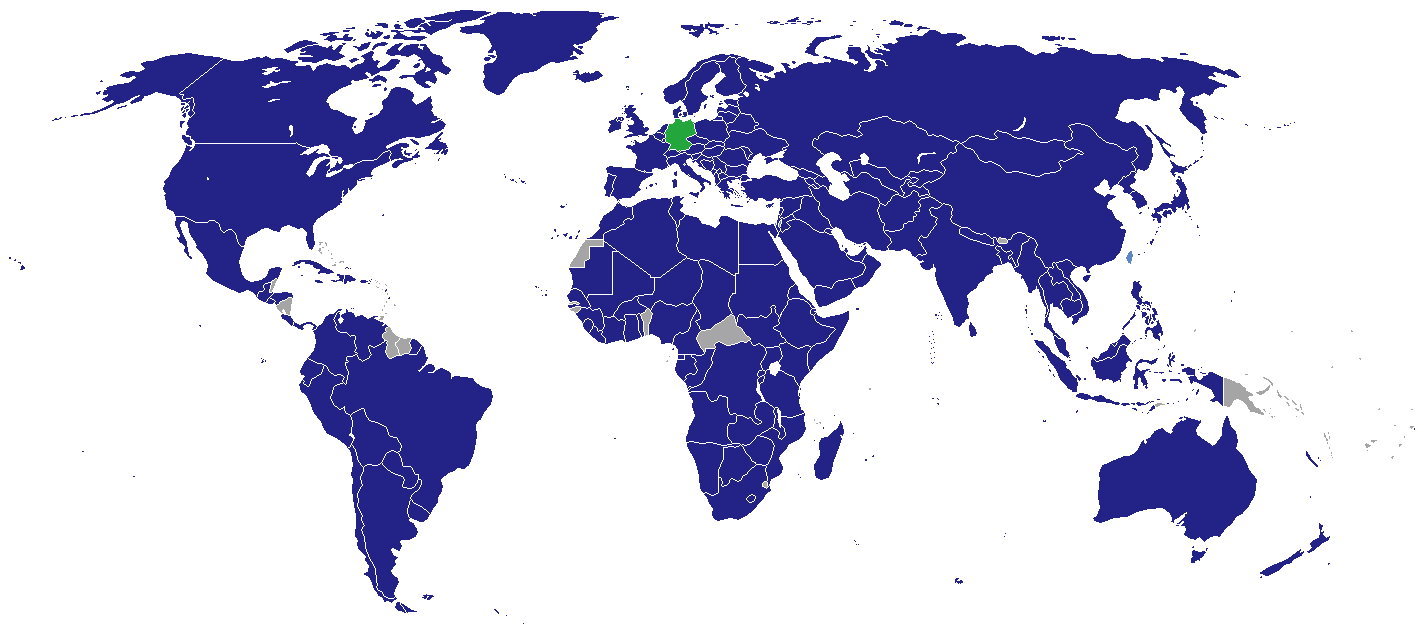
Дипломатичні місії в Німеччині

As of April 2021, German citizens can visit 191 countries without a visa or with visa on arrival. The Henley Passport Index ranks the German passport third in the world in terms of travel freedom.

### Свобода пересування в інших країнах ЄС і ЄАВТ
Як громадяни ЄС, німці можуть жити і працювати необмежений час в інших країнах ЄС і країнах ЄАВТ; однак право голосу та роботи в певних чутливих сферах (таких як уряд, поліція, військові) може в деяких випадках бути обмежено лише для місцевих громадян. Країни ЄС/ЄАВТ можуть заборонити іммігрантам отримувати соціальну допомогу протягом певного періоду часу, щоб уникнути «соціального туризму», і вони можуть повністю відмовитися від соціальної допомоги, якщо іммігранти не мають роботи через певний період часу і не намагаються її отримати . Іммігранти, засуджені за шахрайство з соціальною допомогою, можуть бути депортовані та позбавлені права на повторний в'їзд до країни.

### Право на консульський захист у країнах, що не входять до ЄС
Громадяни Німеччини можуть бути екстрадовані лише до інших країн ЄС або до міжнародних судів, і тільки якщо це дозволяє закон (Основний закон Німеччини, ст. 16). До введення європейського ордера на арешт екстрадиція громадян Німеччини була взагалі заборонена Основним законом Німеччини.
Німеччина регулярно публікує попередження щодо поїздок на веб-сайті Федерального міністерства закордонних справ для своїх громадян. Управління дозволяє громадянам Німеччини перед поїздкою за кордон зареєструватися в спеціальному списку Crisis-Prevention List (Електронна реєстрація німців за кордоном [ELEFAND] Electronic Registration of Germans Being Abroad). За допомогою пароля зареєстровані особи можуть змінювати або оновлювати свої дані. Реєстрація є добровільною та безкоштовною. Його можна використовувати для більш тривалого перебування (більше 6 місяців), а також для відпустки лише на два тижні. Найраніша дата реєстрації — за 10 днів до запланованої поїздки.

## Нотатки
1. ↑  Regular Session 2009-2010 Senate Resolution 141 P.N. 1216. Процитовано 5 березня 2015.
2. ↑  Levy, Maria Stella Ferreira (1974). O Papel Da Migração Internacional Na Evolução Da População Brasileira (1872 a 1972) (PDF). с. 57.
3. ↑  Reflecting a Nation: Stories from the 2011 Census, 2012–2013. 2011 Census. Australian Bureau of Statistics. 21 червня 2012. Процитовано 19 березня 2013.
4. ↑  Number of Germans in Silesia (difficulties with the latest census) (пол.). Lubczasopismo.salon24.pl. 3 травня 2012. Процитовано 7 січня 2013.
5. ↑  INFOpoint: Austrian Identity. 18 липня 2010. Архів оригіналу за 18 липня 2010.
6. ↑  derStandard.at. Österreicher fühlen sich heute als Nation - 1938 - derStandard.at " Wissenschaft. Derstandard.at. Процитовано 25 серпня 2012.
7. ↑  H. Lohninger (6 грудня 2010). Austrian National Identity. Photoglobe.info. Процитовано 25 серпня 2012.
8. 1 2  Sutherland, Claire; Barabantseva, Elena (2013). Diaspora and Citizenship. Oxon: Routledge. с. 97. ISBN 9780415594127.
9. ↑  Liberation – Post War Changes. Livingprague.com. Процитовано 25 серпня 2012.
10. ↑  Ethnic German Minorities in the Czech Republic, Poland and Slovakia. Radio.cz. 23 квітня 2002. Процитовано 25 серпня 2012.
11. ↑  Universitat Oberta de Catalunya. Uoc.es. Процитовано 25 серпня 2012.
12. ↑  "History of German Settlements in Southern Hungary" by Sue Clarkson. Feefhs.org. Архів оригіналу за 4 лютого 1997. Процитовано 25 серпня 2012.
13. ↑  Südtirol: Neue Initiative für Doppel-Staatsbürgerschaft «. Diepresse.com. 26 серпня 2010. Процитовано 25 серпня 2012.
14. ↑  Italiano, Touring Club (1984). Sardegna. ISBN 9788836500239.
15. ↑  ^ Stefano Musso, op. cit., p.314
16. ↑  atzori, martino. www.sardegnaminiere.it. www.sardegnaminiere.it. Архів оригіналу за 4 квітня 2015. Процитовано 21 серпня 2015.
17. ↑  KommuneProfilen. Statistikk og nøkkeltall om antall og andel innvandrere etter land og landbakgrunn i kommuner og fylker - basert på statistikk fra SSB.
18. ↑  Innvandring til Norge er ikke noe nytt. Folk har kommet hit i 1000 år – og mer enn det - Arkivverket. Архів оригіналу за 29 листопада 2020.
19. ↑  KommuneProfilen. Statistikk og nøkkeltall om antall og andel innvandrere etter land og landbakgrunn i kommuner og fylker - basert på statistikk fra SSB. Архів оригіналу за 25 жовтня 2020.
20. ↑  Derfor velger europeiske studenter Norge. 25 квітня 2017.
21. ↑  Results of the National Census of 2011, GUS, p. 18 (PDF) (пол.). Stat.gov.pl. Архів оригіналу (PDF) за 16 червня 2012. Процитовано 25 серпня 2012.
22. ↑  SEFSTAT (PDF).
23. ↑  Portal do INE. www.ine.pt. Процитовано 14 жовтня 2023.
24. 1 2  SEFSTAT – Portal de Estatística. sefstat.sef.pt. Процитовано 14 жовтня 2023.
25. ↑  Amt, Auswärtiges. Escolas Alemãs em Portugal. lissabon.diplo.de (порт.). Процитовано 14 жовтня 2023.
26. ↑  Bücherstube – Livraria Alemã – Shop in Porto (pt-pt) . Процитовано 14 жовтня 2023.
27. ↑  Igreja Evangélica Alemã em Portugal. Deutsche Evangelische Kirchengemeinde Lissabon (de-DE) . Процитовано 14 жовтня 2023.
28. ↑  Diretório da Cidade. informacoeseservicos.lisboa.pt (pt-PT) . Процитовано 14 жовтня 2023.
29. ↑  O Cemitério protestante alemão de Lisboa. Deutsche Evangelische Kirchengemeinde Lissabon (de-DE) . Процитовано 14 жовтня 2023.
30. ↑  Deutscher Evangelischer Friedhof Lissabon. Deutsche Evangelische Kirchengemeinde Lissabon (de-DE) . Процитовано 14 жовтня 2023.
31. ↑  Monumentos. monumentos.pt. Процитовано 14 жовтня 2023.
32. ↑  German nationals population UK 2021. Statista (англ.). Процитовано 15 лютого 2022.
33. ↑  Deutsche Wanderung nach Südafrika im 19. Jahrhundert by Werner Schmidt-Pretoria.
34. ↑  German L1 speakers outside Europe
35. ↑  International Encyclopedia of Linguistics: 4-Volume Set, Volumen 1 Page 94
36. ↑  Horst Kopp Area Studies, Business and Culture: Results of the Bavarian Research Network Forarea (2003)
37. ↑  Contents of ANCESTRY Table on the site of the United States Census Bureau. Accessed 12 February 2006.
38. 1 2 3 4  Thomas Schoonover (2008). Hitler's Man in Havana: Heinz Luning and Nazi Espionage in Latin America. United States of America: The University Press of Kentucky. с. 35. ISBN 978-0-8131-2501-5. Процитовано 27 травня 2014.
39. ↑  CACW – Centro Argentino Cultural "WOLGADEUTSCHE". Архів оригіналу за 7 лютого 2009. Процитовано 5 березня 2015.
40. ↑  Fiesta de La Cerveza – Oktoberfest Argentina – Vill. Elsitiodelavilla.com. Архів оригіналу за 2 липня 2015. Процитовано 25 серпня 2012.
41. ↑  FUNCIONES DEL DEPARTAMENTO CULTURAL. 13 лютого 2010. Архів оригіналу за 13 лютого 2010. Процитовано 25 серпня 2012.
42. ↑  Obsevatorio de Colectividades – Comunidad Alemana. Buenosaires.gob.ar. Архів оригіналу за 28 листопада 2011. Процитовано 28 вересня 2011.
43. ↑  Argentina - Embajada de Alemania en Argentina. 13 лютого 2010. Архів оригіналу за 13 лютого 2010. Процитовано 2 серпня 2012.
44. ↑  NATHANIEL C. NASH (14 грудня 1993). Argentine Files Show Huge Effort to Harbor Nazis. The New York Times. Процитовано 25 серпня 2012.
45. 1 2  Handwörterbuch des politischen Systems der Bundesrepublik (in German). Source lists «German expatriate citizens» only for Namibia and South Africa!
46. 1 2 3 4  Composición Étnica de las Tres Áreas Culturales del Continente Americano al Comienzo del Siglo XXI (PDF) (ісп.). с. 188. Архів оригіналу (PDF) за 26 червня 2013. Процитовано 12 червня 2012.
47. 1 2  Bolivian Reforms Raise Anxiety on Mennonite Frontier, New York Times (необхідна підписка)
48. ↑  German in Bolivia. Joshua Project. Retrieved 27 July 2020.
49. ↑  Many authors. Os Alemães no Sul do Brasil, Editora Ulbra, 2004 (2004).
50. ↑  As Diferentes Fases da Imigração Alemã no Brasil. Deutsche Welle. Архів оригіналу за 28 січня 2021. Процитовано 21 січня 2021.
51. ↑  A Imigração Alemã no Brasil (порт.). Deustche Welle. 25 липня 2004. Архів оригіналу за 15 липня 2011. Процитовано 7 жовтня 2012.
52. ↑  Pommern in Brasilien - LernCafe – Online-Journal zur allgemeinen Weiterbildung. www.lerncafe.de. Архів оригіналу за 10 жовтня 2017. Процитовано 7 листопада 2017.
53. ↑  Luna Bolivar Manaut (31 березня 2011). Alemanes en Chile: entre el pasado colono y el presente empresarial (ісп.). Deustche-Welle. Процитовано 11 листопада 2012.
54. ↑  Mord auf den Galápagos: Hölle Paradies — Kriminalität — FAZ
55. ↑  Galapagos Tours: Ghosts of the Galapagos
56. ↑  The Mennonite Old Colony Vision: Under siege in Mexico and the Canadian Connection (PDF). Архів оригіналу (PDF) за 16 липня 2004. Процитовано 30 травня 2007.
57. 1 2  Rosenberg, Peter. Deutsche Minderheiten in Lateinamerika (PDF). Архів оригіналу (PDF) за 2 листопада 2012. Процитовано 11 листопада 2012.
58. ↑  Paraguay. WorldStatesMen. Процитовано 16 червня 2013. Ethnic groups: mestizo (mixed white and Amerindian) 85.6%, white 9.3% (of which German 4.4%, Latin American 3.4%), Amerindian 1.8%, black 1%, other 2.3% (2000)
59. ↑  Erwin Dopf. Peruano-alemán. Espejodelperu.com.pe. Процитовано 25 серпня 2012.
60. ↑  POZUZO. Historia – caractersiticas generales – Antecedentes Caminos y vias :: antecedentes historicos clima flora y fauna posuso pozuso posuzo. Riie.com.pe. Процитовано 25 серпня 2012.
61. ↑  Eberhardt, Piotr (2006). Political Migrations in Poland 1939-1948. 8. Evacuation and flight of the German population to the Potsdam Germany (PDF). Warsaw: Didactica. ISBN 9781536110357. Архів оригіналу (PDF) за 26 червня 2015.
62. ↑  Eberhardt, Piotr (2011). Political Migrations On Polish Territories (1939-1950) (PDF). Warsaw: Polish Academy of Sciences. ISBN 978-83-61590-46-0.
63. ↑  Ethnologue report for Poland. Ethnologue.com. Архів оригіналу за 6 жовтня 2001. Процитовано 25 серпня 2012.
64. ↑  Ministerstwo Spraw Wewnętrznych. Mswia.gov.pl. Архів оригіналу за 26 вересня 2007. Процитовано 25 серпня 2012.
65. ↑  German minority (нім.). Auswaertiges-amt.de. Архів оригіналу за 17 вересня 2008. Процитовано 25 серпня 2012.
66. ↑  EUROPA – Education and Training – Regional and minority languages – Euromosaïc study. Архів оригіналу за 19 вересня 2006. Процитовано 5 березня 2015.
67. ↑  Dietz, Barbara (2000-10). German and Jewish migration from the former Soviet Union to Germany: Background, trends and implications. Journal of Ethnic and Migration Studies (англ.). Т. 26, № 4. с. 635—652. doi:10.1080/713680499. ISSN 1369-183X. Процитовано 8 листопада 2023.
68. ↑  Why Learn German?. Goethe Institute. Процитовано 28 вересня 2014.
69. ↑  Usage of content languages for websites. W3Techs: Web Technology Surveys. Процитовано 18 лютого 2019.
70. ↑  German Mission to the United States. Information on the Naturalization Claim under Article 116 (2) of the German Basic Law (PDF). www.germany.info. Government of Germany. Архів оригіналу (PDF) за 19 жовтня 2018. Процитовано 18 жовтня 2018.